# NGC 3679
NGC 3679 este o galaxie eliptică situată în constelația Leul. A fost descoperită în 24 aprilie 1784 de către William Herschel. Se află la o distanță de 96,38 de megaparseci de Pământ.